# TAMWAT
TAMWAT（タムワット）は、ベトナムで生産・販売されているアパレルブランドである。

## 概要
ベトナム・南部に拠点を持つTAMWATによって2017年に、ホーチミン市でリリースされた同名ブランドである。シンプルなデザインのシャツやショーツ、キャップをメインにラインナップしている。学生など、主に若者向けに展開されている。

## 主なラインナップ
Tシャツ、ポロシャツ、オックスフォードシャツ、ショーツなど。